# رومان رومانينكو
رومان رومانينكو (بالإنجليزية: Roman Romanenko)‏ (و. 1971 – م) هو طيار، ورائد فضاء من الاتحاد السوفيتي، وروسيا . ولد في شتشايولكوفو.

## ريادة الفضاء
شارك في المهمات الفضائية:
- سويوز ت م إ 15
- البعثة 21
- البعثة 34
- البعثة 20
- Soyuz TMA-07M
- البعثة 35.

## التعليم
تعلم في Saint Petersburg Suvorov Military School

## جوائز
حصل على جوائز منها:
- بطل الاتحاد الروسي (وسام)
- Medal "For Merit in Space Exploration".